# Петар Косић
Петар Косић (Бујачић код Ваљева 13. мај 1881 — Београд, 18. мај 1949) био је високи официр српске војске и армијски генерал Југословенске војске. Током службовања на месту начелника Главног генералштаба био је краљев гувернер, да би 27. марта 1941. године био смењен и пензионисан заслугом пучиста које је предводио његов класни друг армијски генерал Душан Симовић који је преузео његову дужност начелника главног генералштаба и постао председник владе.

## Биографија
Рођен је 13. маја 1881. године у селу Бујачић надомак Ваљева, од оца Вићентија, земљорадника и мајке Миленије. Након завршетка гимназије у Ваљеву, ступио је војску 1898, као питомац 31. класе ниже школе Војне Академије. По завршетку школовања произведен у чин артиљеријског потпоручника. Даље школовање је наставио као питомац 14. класе више школе Војне академије коју је завршио 1906. године. Стажирао је у Француској и Немачкој до 1908. године.
Оженио се 1920. године, Олгом кћерком професора Стевана Ловчевића директора гимназије, начелника у Министарству просвете и наставника краља. Кумови на венчању су му били генерал Милан Пешић и Павле Матић трговац. Деце није имао.

## Активна служба
По завршетку школовања, првим распоредом одређен је 10. октобра 1906. године за водника у 8. пешадијском пуку да би за мање од месец дана, 7. новембра 1906. био премештен на место водника у Пешадијској подофицирској школи. Од 30. марта 1907. године био је командир 4. чете 3. батаљона 2. пешадијског пука, а од 16. новембра 1908. је командир 3. чете 2. батаљона 16. пешадијског пука. На овој позицији се налазио до почетка Балканских ратова. У Балканским ратовима био је на положајима команданта железничких станица у Прибоју, Пироту и Врању па ађутант команданта Друге армије и ађутант у Штабу македонско-косовских трупа. У Првом светском рату 1914 — 1918. постављен је за помоћника начелника Штаба Битољске дивизије I позива. Након тога постављен је за референта у Штабу II армије да би већ 8. септембра 1914. године, после неуспеха на Чеврнтији, био постављен за начелника Штаба Тимочке дивизије I позива. На тој функцији дочекао је завршетак рата.
После завршетка Првог светског рата у новоформираној војсци био је у периоду од 26. октобра 1919. до 29. новембра 1921. године, професор тактике на Нижој школи Војне академије. Паралелно са професуром био је од 4. маја 1920. шеф Оперативног одсека Оперативног одељења Главног генералштаба а од 24. новембра 1921. помоћник начелника Генералштаба Прве армијске области. Функцију вршиоца дужности начелника Генералштаба Друге армијске области обављао је кратко да био на месту начелника био потврђен 11. априла 1923. године. Дана 10. новембра 1925. године премештен за вршиоца дужности команданта Дравске пешадијске бригаде а затим од 10. фебруара 1927. године постављен за начелника Генералштаба Треће армијске области. Од 11. априла 1929. године, именован је вршиоцем дужности команданта 2. коњичке дивизије. Дана 16. новембра 1930. године, именован је првим помоћником начелника Главног генералштаба. Делегиран за члана југословенске делегације на конференцији о разоружавању у Женеви у периоду 1932/1933. Вршилац дужности команданта прве армијске области био је од 6. септембра 1936. године, да би већ следеће године од 18. новембра 1937. био на положају команданта града Београда. За начелника Главног генералштаба и гувернера краља, именован је 3. јануара 1940. године.
Војним пучем 27. марта 1941. године, уклоњен је са дужности начелника Главног генералштаба и превремено пензионисан. Током Другог светског рата агитовао је у иностранству против Народноослободилачког покрета. При повратку у Београд ухапшен је 15. фебруара 1949. године у групи са Александром Цинцар-Марковићем, Ивом Перовићем, Миланом Антићем и другима. У затвору у знак протеста ступио у штрајк глађу. Преминуо је 18. маја 1949. године, од последица штрајковања.

## Официрско напредовање и одликовања
Унапређен је у чин: артиљеријског потпоручника 1900; капетана прве класе 1911; мајора 1913; потпуковника 1913; пуковника 14. октобра 1920; бригадног генерала 1. децембра 1925; дивизијског генерала 6. септембра 1930. и армијског генерала 6. септембра 1937.
Одликован је Орденом Карађорђеве звезде са мачевима II и IV степена, Орденом Карађорђеве звезде IV степена, Орденом белог орла са мачевима III и IV степена, Орденом белог орла V степена, Орденом Светог Саве I, II и III степена, Орденом Југословенске круне II и III степена и бројним споменицама, медаљама и страним одликовањима.